# Croix (Noorderdepartement)
Croix (Nederlands: Kruis) is een gemeente in het Franse Noorderdepartement in de regio Hauts-de-France en telde op 1 januari 2022 20.956 inwoners. De plaats maakt deel uit van het arrondissement Rijsel. De gemeente ligt binnen de agglomeratie van de stad Rijsel die meer dan 1 miljoen inwoners telt en maakt deel uit van de Europese metropool van Rijsel.

## Geografie
De oppervlakte van Croix bedroeg op 1 januari 2022 4,44 vierkante kilometer; de bevolkingsdichtheid was toen 4.719,8 inwoners per km².

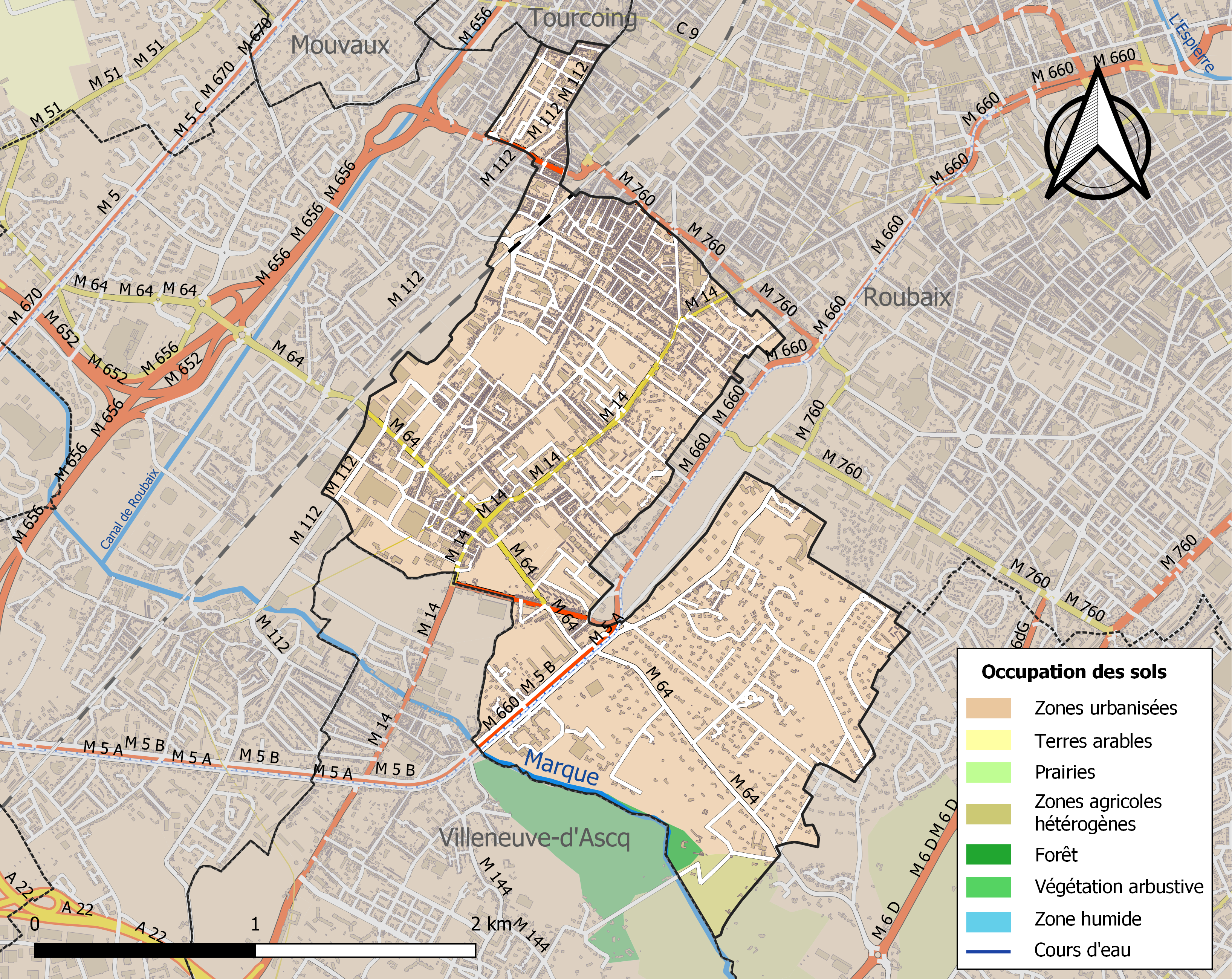
Kaart van de gemeente met belangrijkste infrastructuur, bodemgebruik en omliggende gemeenten

## Bezienswaardigheden
- De Eglise Saint-Martin uit 1848 van architect Charles Leroy
- De geklasseerde Villa Cavrois van architect Robert Mallet-Stevens
- Op de begraafplaats van Croix liggen drie Britse oorlogsgraven

## Demografie
Onderstaande figuur toont het verloop van het inwonertal (bron: INSEE-tellingen).

## Geboren in Croix
- Florian Philippot (1981), politicus (Front National)
- Lézana Placette (1997), beachvolleyballer